# 華金·莫斯克拉
华金·马里亚诺·莫斯克拉-阿沃莱达（西班牙語：Joaquín Mariano Mosquera y Arboleda；1787年12月14日—1878年4月4日），哥伦比亚政治家，1830年和1831年两次担任大哥伦比亚总统。他还担任过驻阿根廷、智利和秘鲁大使，刻意营造团结新兴的南美国家。
| 前任： 多明戈·卡伊塞多 | 大哥倫比亞共和国总统 1830年 | 繼任： 拉斐尔·乌达内塔 |
| 前任： 拉斐尔·乌达内塔 | 大哥倫比亞共和国总统 1831年 | 繼任： 多明戈·卡伊塞多 |